# Corridor 7: Alien Invasion
Corridor 7: Alien Invasion è uno sparatutto in prima persona per sistemi MS-DOS, sviluppato e distribuito nel 1994 dalla statunitense Capstone Software. Il gioco utilizza una versione modificata del motore grafico di Wolfenstein 3D, il Wolfenstein 3D engine, acquistato in licenza da Capstone che lo utilizzerà anche per Operation Body Count, dello stesso anno. Venne pubblicata anche una guida al gioco dalla casa editrice specializzata BradyGames.
Una conversione è uscita su Steam e GOG.com il 6 agosto 2021.

## Trama
Nell'anno 2012 l'umanità è giunta su Marte. Qui ha trovato un piccolo manufatto di origine sconosciuta, possibile testimonianza della vita extraterrestre. L'oggetto viene portato in una speciale area di ricerca segreta, chiamata Corridor 7, dove esposto ai raggi gamma apre un portale che causa un'invasione aliena. Nei panni di un agente speciale, occorrerà cercare di salvare il destino dell'umanità prima che gli alieni escano dalla base per conquistare il mondo.

## Modalità di gioco
In Corridor 7, a differenza di altri titoli simili, per procedere nei livelli è necessario eliminare una certa percentuale di nemici (variabile a seconda della difficoltà selezionata). Il gioco è uscito in due versioni: floppy disk e CD-ROM. In quest'ultima sono state aggiunte diverse caratteristiche: 10 livelli in più (per un totale di 46), nuove armi e nuovi nemici, un nuovo livello di difficoltà che rende casuale il posizionamento di oggetti e avversari, e una modalità deathmatch multigiocatore che comprende 8 livelli appositi.

## Corridor 8: Galactic Wars
Nel 1996 era in via di sviluppo il seguito, intitolato Corridor 8: Galactic Wars. Il gioco doveva essere realizzato sfruttando il motore grafico Build di 3D Realms, già usato dalla software house per i due Witchaven e William Shatner's TekWar, ma fu abbandonato per il fallimento della società che possedeva Capstone, Intracorp; stessa sorte toccò a Fate. Di entrambi i titoli esistono versioni beta reperibili in rete.